# Lucas Oviedo
Lucas Matías Oviedo (San Juan, Argentina; 19 de abril de 1985) es un futbolista argentino. Juega como mediocampista por derecha y su primer equipo fue San Martín de Tucumán. Actualmente milita en Italia 90.

## Trayectoria
A pesar de haber nacido en San Juan, se formó en las inferiores de San Martín de Tucumán. En San Martín de Tucumán logró tres ascensos en el Torneo Argentino B, Torneo Argentino A y Primera B Nacional. 
En julio de 2008 fue transferido a Tigre para disputar el Apertura 2008 en Primera División donde no tuvo mucha continuidad. Oviedo marcó su primer gol con la camiseta de Tigre en la victoria 2-1 frente a San Lorenzo de Almagro, bajo el marco del debut de Tigre en una copa internacional, más precisamente en la Copa Nissan Sudamericana 2009. Por torneos de AFA disputó 22 partidos con la camiseta de Tigre.En agosto del 2010 volvió al club de sus amores San Martín de Tucumán.

## Clubes
| Club                      | País      | Año       |
| ------------------------- | --------- | --------- |
| San Martín de Tucumán     | Argentina | 2002-2008 |
| Tigre                     | Argentina | 2008-2010 |
| San Martín de Tucumán     | Argentina | 2010-2011 |
| San Martín de San Juan    | Argentina | 2011      |
| San Martín de Tucumán     | Argentina | 2012      |
| Sarmiento de Junín        | Argentina | 2012-2013 |
| Boca Unidos de Corrientes | Argentina | 2013-2015 |
| Brown de Adrogué          | Argentina | 2016-2017 |
| Crucero del Norte         | Argentina | 2017-2018 |
| Estudiantes de Río Cuarto | Argentina | 2019      |
| Sarmiento de Resistencia  | Argentina | 2019-2020 |
| Guaraní Antonio Franco    | Argentina | 2020-?    |

## Palmarés

### Campeonatos nacionales
| Título             | Club                      | País      | Año  |
| ------------------ | ------------------------- | --------- | ---- |
| Primera B Nacional | San Martín de Tucumán     | Argentina | 2008 |
| Torneo Federal A   | Estudiantes de Río Cuarto | Argentina | 2019 |